# أحمدكان كابلان
أحمدكان كابلان (مواليد 16 يناير 2003) هو لاعب كرة قدم تركي يلعب في مركز المدافع في نادي أياكس أمستردام.

## روابط خارجية
- أحمدكان كابلان على موقع الاتحاد الأوربي (الإنجليزية)
- أحمدكان كابلان على موقع اتحاد تركيا (لاعب) (الإنجليزية)
- أحمدكان كابلان على موقع قاعدة بيانات كرة القدم.إي يو (الإنجليزية)
- أحمدكان كابلان على موقع Soccerway.com (الإنجليزية)
- أحمدكان كابلان على موقع عالم كرة القدم.نت (الإنجليزية)